# Bima
Pour les articles homonymes, voir Bima (homonymie).
Bima est une ville d'Indonésie, d'environ 150 000 habitants en 2015, dans l'île de Sumbawa, dans la province des petites îles de la Sonde occidentales. Elle a le statut de kota.
C'est le chef-lieu du kabupaten du même nom.

## Linguistique
Le bima est une langue qui appartient au sous-groupe dit "bima-sumba" du groupe central-oriental de la branche malayo-polynésienne des langues austronésiennes. Elle est donc distincte du sembawa parlé dans l'ouest de Sumbawa.

## Économie

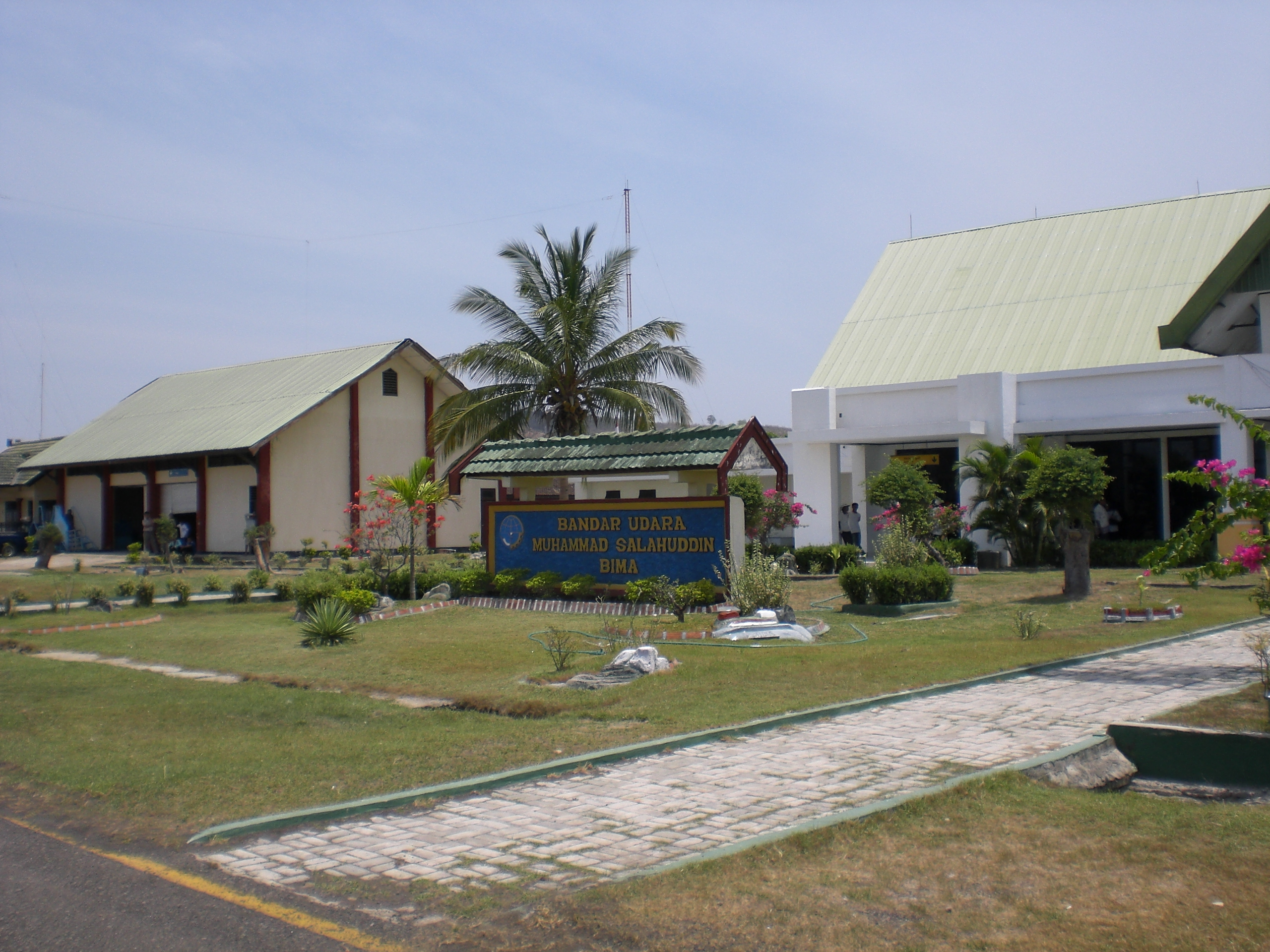
L'aéroport de Bima

Bima possède un aéroport (code AITA : BMU).